# Thamnobryum ellipticum
Thamnobryum ellipticum är en bladmossart som beskrevs av Nieuwland 1917. Thamnobryum ellipticum ingår i släktet rävsvansmossor, och familjen Neckeraceae. Inga underarter finns listade i Catalogue of Life.